# حملات 1796 في حروب الثورة الفرنسية
حروب الثورة الفرنسية استمرت من عام 1795، مع وضع الفرنسيين في موقع قوي بشكل متزايد كأعضاء الائتلاف الأول حيث قاموا بعدة انقسامات. كانت النمسا وبريطانيا العظمى الأعضاء الرئيسيين المتبقين في الائتلاف. وقد تم إنهاء التمرد اخيرا في فيندي من قبل الجنرال هوشي.
تأريخ ميجنيت عن الثورة الفرنسية يقول:
«وجد المجلس ان نهر الراين مفتوح بتجاه ماينتس، وجرت حرب فونديه مجددًا؛ حيث هَدِدَت سواحل فرنسا وهولندا بنزول من إنجلترا؛ وأخيراً، جيش إيطاليا كان معدم من كل شيء، فقط حافظ على دفاعه تحت حكم شيرير وكيليرمان. أعد كارنوت خطة جديدة للحملة، كانت تحمل جيوش الجمهورية إلى قلب الدول المعادية، حيث تم تعيين بونابرت، الذي عين جنرالا للداخلية بعد أحداث فينديما، على رأس جيش إيطاليا. احتفظ جوردان بأمر جيش سامبر-ميوز، وكان لدى مورو جيش نهر الراين، بدلاً من بيشغرو، وقد عُرض على السفارة التي كان يشتبه في أنها خيانة بواسطة المجلس، على الرغم من عدم إثباته، إلى السويد، التي رفضها وتقاعد إلى أربوا، مسقط رأسه، حيث قامت الجيوش الثلاثة العظيمة، الموضوعة تحت أوامر بونابرت وجوردان ومورو، بمهاجمة النظام الملكي النمساوي من خلال إيطاليا وألمانيا، واندمجت في مدخل التيرول وساروا جميعا إلى فيينا كقافلة. لقد استعد الجنرالات لتنفيذ هذه الحركة الشاسعة، والتي من شأنها أن تجعل الجمهورية تحت إمرة مقر قيادة التحالف في القارة».

## إيطاليا
غادر بونابرت باريس في 11 مارس / آذار متوجهاً إلى نيس لتسلم جيش إيطاليا الضعيف والمعروف بشكل سيئ، وقد وصل في 26 مارس / آذار. وقد تم بالفعل إعادة تنظيم الجيش وتزويده عند وصوله، ووجد أن الوضع يتحسن بسرعة. وسرعان ما تمكن من تنفيذ خطة لغزو إيطاليا التي كان يدافع عنها لسنوات، والتي تنص على تقدم فوق جبال الأبينين بالقرب من التارار لمهاجمة موقع سيفا العدو.
افتتحت حملة Montenotte بعد أن هاجمت قوات النمساوي يوهان بوليو الجناح الشرقي الفرنسي المتطرف بالقرب من جنوة في 10 أبريل. ورد بونابرت بالهجوم وسحق الجناح اليميني المعزول لجيوش التحالف في معركة مونتينوت في 12 أبريل. في اليوم التالي هزم قوة أسترو-سردينيا في معركة Millesimo. ثم انتصر في معركة Dego الثانية، حيث قاد النمساويين الشماليين، بعيداً عن حلفائهم في Piedmontese. كان بونابرت يشعر بالرضا من أن النمساويين كانوا خاملين مؤقتًا، وحاربون البيتمونيين في مايكل أنجلو كولي في Ceva و San Michele Mondovi قبل أن يضربونهم في معركة Mondovì. بعد أسبوع، في 28 أبريل، وقع بيدمونتي هدنة في شيراسكو، انسحبوا من الأعمال العدائية. في 18 مايو وقعوا معاهدة سلام في باريس، بالتنازل عن سافوا ونيس والسماح باستخدام القواعد الفرنسية ضد النمسا.
بعد فترة توقف قصيرة، قام بونابرت بمناورة براقة رائعة، وعبر نهر بو في بياتشنزا، ما أدى إلى قطع خط التراجع في النمسا. هرب النمساويون بعد معركة فومبيو، لكنهم خطفوا حراسهم في لودي في 10 مايو، وبعد ذلك أخذ الفرنسيون ميلان. ثم تقدم بونابرت شرقا مرة أخرى، وأخرج النمساويين في معركة بورغيتو وفي يونيو بدأ حصار مانتوا. كانت مانتوفا أقوى قاعدة نمساوية في إيطاليا. وفي الوقت نفسه، تراجع النمساويين شمالا في سفوح التيرول.
خلال يوليو وأغسطس، أرسلت النمسا جيشًا جديدًا إلى إيطاليا تحت قيادة داجوبيرت وورمسر. هاجم وارمسر نحو مانتوا على طول الجانب الشرقي من بحيرة غاردا، وإرسال بيتر كاشدانوفيتش إلى الجانب الغربي في محاولة لإغلاق بونابرت. استغل بونابرت الخطأ النمساوي المتمثل في قسمة قواته على إلحاق الهزيمة بهم بالتفصيل، ولكن في القيام بذلك، تخلى عن حصار مانتوا، الذي استمر لمدة ستة أشهر أخرى (ذكر كارل فون كلاوسفيتز في On On War أن الحصار ربما كان قادراً على يتم الحفاظ عليها إذا كان بونابرت قد تحايل على المدينة ). تم التغلب على كاشدانوفيتش في Lonato في 3 أغسطس و Wurmser في Castiglione في 5 أغسطس. تراجع وورمسر إلى التيرول، واستأنف بونابرت الحصار.